# Liste der Monuments historiques in Le Plessis-l’Évêque
Die Liste der Monuments historiques in Le Plessis-l’Évêque führt die Monuments historiques in der französischen Gemeinde Le Plessis-l’Évêque auf.

## Liste der Objekte
| Bezeichnung                                                               | Beschreibung | Standort                                                                               | Kennzeichnung | Schutzstatus | Datum | Bild |
| ------------------------------------------------------------------------- | --- | -------------------------------------------------------------------------------------- | ------------- | ------------ | ----- | ---- |
| Grabplatte für Ancel de La Pierre († 1289) und seine Frau Isabel († 1293) | Stein, 13. Jahrhundert. Restauriert im Jahr 1996.                                                                             | In der Kirche Notre-Dame-de-la-Nativité (Lage)                                         | PM77001355    | Classé       | 1971  |      |
| Glocke                                                                    | Bronzeglocke die auf den Namen Maria geweiht und im Jahr 1596 gegossen wurde (Je suis nommée Marie et fuct faicte l'an 1596). | In der Kirche Notre-Dame-de-la-Nativité (Lage)                                         | PM77001353    | Classé       | 1942  |      |
| Grabplatte für Jeanne de La Pierre, gestorben im Jahr 1330                | Steinplatte aus dem 14. Jahrhundert mit dem eingravierten Bildnis der Verstorbenen. Restauriert im Jahr 1996.                 | Dem Chor zugewandt auf der Epistelseite in der Kirche Notre-Dame-de-la-Nativité (Lage) | PM77001354    | Classé       | 1971  |      |
| Skulptur Madonna mit Kind                                                 | Steinskulptur aus dem 14. Jahrhundert.                                                                                        | In einer Nische in der Kirche Notre-Dame-de-la-Nativité (Lage)                         | PM77001356    | Classé       | 1971  |      |